# Hegyi Zomilla
Hegyi Zomilla (Budapest, 1989. október 31.) magyar kajakozó, 2007-ben ötszörös világbajnok, 2011-től spanyol színekben versenyez.

## Eredményei
- 2005, Plovdiv: ifjúsági Európa-bajnokság: K-1 1000 méteren aranyérem, 500 méteren ezüstérem.[1][2][3]
- 2005, Perth (Ausztrália): kenu maraton világbajnokság: K-2 Junior női aranyérem (Hegyi Rékával)
- 2007, Racice: ifjúsági világbajnokság: K-1 500 és 1000 méteren, valamint K-2 500 méteren aranyérem (párja Csipes Tamara).[4]
- 2007, Győr, maratoni kajak-kenu világbajnokság: 21,83 kilométeren aranyérem[5]
- 2007, Sydney, AYOF: K-1 női 500 m aranyérem[6][7]

2007-ben nyújtott kiemelkedő teljesítményét a KSI klub az „Év sportolója” címmel díjazta.
- 2008, Szeged, U23 Európa-bajnokság: K-2 500 m, aranyérem
- 2009, Brandenburg (Németország), kajak-kenu Európa-bajnokság: női K-1 4x200m váltó, 2. hely[9]
- 2009, Dartmouth (Kanada), kajak-kenu világbajnokság: női K-1 4x200m váltó, 2. hely[9]
- 2010, Poznań (Lengyelország), kajak-kenu világbajnokság: női K-1 4x200m váltó, 2. hely[9]
- 2010, Moszkva (Oroszország), ifjúsági Európa-bajnokság, NK-1 1000 méteren Európa-bajnok[10][11]